# Episodi di M*A*S*H (nona stagione)
La nona stagione della serie televisiva M*A*S*H è andata in onda negli Stati Uniti d'America dal 17 novembre 1980 al 4 maggio 1981.
| nº | Titolo originale        | Titolo italiano                  | Prima TV USA     | Prima TV Italia |
| -- | ----------------------- | -------------------------------- | ---------------- | --------------- |
| 1  | The Best of Enemies     | Un Ottimo Nemico                 | 17 novembre 1980 |                 |
| 2  | Letters                 | Lettere                          | 24 novembre 1980 |                 |
| 3  | Cementing Relationships | Relazioni che si cementano       | 1º dicembre 1980 |                 |
| 4  | Father's Day            | Al bazooka Houllingan            | 8 dicembre 1980  |                 |
| 5  | Death Takes a Holiday   | Non è giusto morire a Natale     | 15 dicembre 1980 |                 |
| 6  | A War for All Seasons   | Una guerra per tutte le stagioni | 29 dicembre 1980 |                 |
| 7  | Your Retention, Please  | Esercito è bello                 | 5 gennaio 1981   |                 |
| 8  | Tell It to the Marines  | Ditelo ai Marines                | 12 gennaio 1981  |                 |
| 9  | Taking the Fifth        | Vino e curaro                    | 19 gennaio 1981  |                 |
| 10 | Operation Friendship    | Operazione amicizia              | 26 gennaio 1981  |                 |
| 11 | No Sweat                | Vietato sudare                   | 2 febbraio 1981  |                 |
| 12 | Depressing News         | Notizie deprimenti               | 9 febbraio 1981  |                 |
| 13 | No Laughing Matter      | Non è roba da ridere             | 16 febbraio 1981 |                 |
| 14 | Oh, How We Danced       | Oh come ballavamo                | 23 febbraio 1981 |                 |
| 15 | Bottoms Up              | In alto i bicchieri              | 2 marzo 1981     |                 |
| 16 | The Red/White Blues     | L'alta pressione del Colonnello  | 9 marzo 1981     |                 |
| 17 | Bless You, Hawkeye      | Dio ti benedica Occhio di Falco  | 16 marzo 1981    |                 |
| 18 | Blood Brothers          | Fratelli di sangue               | 6 aprile 1981    |                 |
| 19 | The Foresight Saga      | La saga della previsione         | 13 aprile 1981   |                 |
| 20 | The Life You Save       | La vita che salvi                | 4 maggio 1981    |                 |